# Ільюхіна Марія Сергіївна
Марія Сергіївна Ільюхіна (нар.. 19 листопада 2003, Москва, Росія) — російська актриса. Найбільш відома за роллю Маші Вороніної в серіалі «Вороніни».

## Життєпис
Народилася 19 листопада 2003 року в Москві.
Батьки з раннього дитинства почали займатись розвитком доньки. Коли їй виповнилось 2,5 роки, мама почала займатися з нею художньою гімнастикою, бо вона майстер спорта в цій дисципліні. У 4 — вона привела дівчинку в секцію школи олімпійського резерву, де Маша здобула досить високі успіхи.
Дебютувала у кіно Марія Ільюхіна у 7-річному віці в 2010 році, зігравши роль Фросі у фільмі «Дівич-вечір», режисера Ганни Легчилової.
У 2009 році Ільюхіна була затверджена на роль Маші, старшої доньки Кості та Віри Вороніних, у телесеріалі «Вороніни».
У 2011 році зіграла роль доньки головних героїв у мелодрамі «Бомбила». Також знімалася в телесеріалах «Матусі» і «Деффчонки», у фільмі «Два миті кохання».
З 2012 по 2015 роки — головний дитячий редактор журналу «Першокласні батьки».
Була ведучою на фестивалях «МультFest», «Зоряні діти» (2013—2016); вела День гімнастики, присвячений 80-річчю художньої гімнастики в експоцентрі і в будинку уряду Росії.
У 2019 році Марія Ільюхіна вступила на навчання до Московського центру освіти школярів імені М.В Ломоносова.
Професійно займається художньою гімнастикою. Неодноразова призерка міжнародних та всеросійських змагань з художньої гімнастики. У 2015 році стала призеркою на міжнародних змаганнях у Варшаві. Кандидат у майстри спорту.
18 листопада 2022 року, за день до свого 19-річча повідомила на своїй сторінці в Instagram, що перебуває на 6 місяці вагітності, а 12 березня 2023 року у неї народилася донька Марія.

## Фільмографія
| Рік         |   | Назва                                    | Роль                                                       |    |
| ----------- | - | ---------------------------------------- | ---------------------------------------------------------- | -- |
| 2005        | ф | Єсенін                                   |                                                            | ру |
| 2005        | ф | Зірка епохи                              |                                                            | ру |
| 2008        | ф | Дівич-вечір                              | Фрося                                                      | ру |
| 2009 — 2019 | с | Вороніни                                 | Марія Костянтинівна Вороніна - старша донька Кості та Віри | ру |
| 2010        | с | Матусі                                   | Маришка                                                    | ру |
| 2010        | ф | Експорт Реймонда                         | камео                                                      | ру |
| 2011        | с | Бомбила                                  | Танюша Горохова - дочка Артема та Олени                    | ру |
| 2012        | с | Матусі 2                                 | Маришка                                                    | ру |
| 2012        | с | Деффчонкі                                | епізодична роль                                            | ру |
| 2013        | с | Бомбила. Продовження                     | Танюша Горохова - дочка Артема та Олени                    | ру |
| 2013        | с | Бомбила 3                                | Танюша Горохова - дочка Артема та Олени                    | ру |
| 2013        | ф | Два миті кохання                         | Таня                                                       | ру |
|             | ф | Міні-фільм до шоу Аліни Кабаєвої «Аліна» | Даша                                                       |    |

## Телешоу
- 2011 — «Це моя дитина!» — учасниця
- 2013 — «Pro життя» — гостя програми

## Відеокліпи
2019 — ИСКРЫ

### Участі в кліпах
2019 — Олександр Савінов — Сбежим

## Нагороди та визнання
- 2017 — Національна дитяча премія «Головні герої» — в номінації «Головна актриса» (за роль Маші Вороніної в серіалі « Вороніни»)[4]
- 2018 — Премія «Дівич-вечір Teens Awards 2018» — в номінації «Актриса року 2018»